# Famille von Wurstemberger
La famille de Wurstemberger, ou von Wurstemberger depuis la seconde moitié du XIXe siècle, est une famille patricienne de Berne.

## Personnalités
- Simon Wurstemberger, membre du Grand Conseil de Berne dès 1532[1].
- Johann Rudolf Wurstemberger (1608-1693), bailli d'Avenches de 1648 à 1654 et membre du Petit Conseil du canton de Berne dès 1657[2].
  - Emanuel Wurstemberger (1649-1727), fils du précédent, membre du Grand Conseil de Berne dès 1680, bailli d'Yverdon de 1690 à 1696 et délégué à la Diète fédérale à plusieurs reprises[3].
    - Johann Rudolf Wurstemberger (1679-1748), fils du précédent, membre du Grand Conseil de Berne dès 1710[4]

## Filiation
- Simon Wurstemberger (?-1548)[1]
  - Simon Wurstemberger (?-1577)
    - Simon Wurstemberger (1549-1621)
    - Hans Rudolf Wurstemberger (1550-1605)